# Arcanobacterium haemolyticum
Arcanobacterium haemolyticum, anteriormente conhecido como Corynebacterium haemolyticum, é uma bactéria bacilar gram-positiva, catalase-negativa, aeróbica, beta-hemolítica, imóvel, de crescimento lento e flora normal da faringe, mas que pode causar infecções de cabeça e pescoço e faringite.

## Patologia
Infecção por A. haemolyticum é mais comum em pessoas de 15 a 25 anos de idade e se manifesta como faringite e/ou amigdalite exsudativa acompanhados por linfadenopatia cervical e rash cutâneo. Os sintomas são semelhantes aos causados por estreptococos β-hemolíticos (escarlatina) ou infecção viral. Raramente causa sinusite ou infecções sistêmicas e profundas, como endocardite, bacteremia, sepse grave, osteomielite, meningite, abcesso cerebral e pneumonia.

## Cultivo
É melhor cultivado em 48 horas de incubação agar de soja tripticase com 5% de sangue de cavalo e 5% de CO2. Incubação por 72 horas revela características da colônia do organismo: circular, discoide, opaco e pequenas colônias esbranquiçadas de 0,5 mm de diâmetro com uma estreita zona de hemólise completa em ágar sangue de ovelha ou cavalo.

## Tratamento
Em ágar é susceptível a eritromicina (proposto o fármaco de primeira linha), clindamicina, gentamicina e cefalosporinas.